# Tassili Airlines
Tassilin Airlines is een Algerijnse luchtvaartmaatschappij met haar thuisbasis in Hassi Messaoud. Tassili Airlines is opgericht in 1997 door Air Algérie (49%) en Sonatrach (51%). In 2005 kocht Sonatrach 25% van de aandelen van Air Algérie.

## Bestemmingen
Tassili Airlines voert lijnvluchten uit naar (juli 2016):
- El Oued
- Ghardaia
- Algiers
- Annaba
- Oran
- Béchar
- Biskra
- Constantine
- Hassi Messaoud
- Illizi
- Sétif
- Tamanrasset

## Vloot
De vloot van Tassili Airlines bestaat uit: (juli 2016)
- 4 Bombardier Dash8-Q400
- 4 Bombardier Dash8-Q200
- 4 Boeing 737-800